# フジマイティー
フジマイティーは富士重工業（現SUBARU）が生産したごみ収集車（塵芥収集車）の商品名である。
塵芥収集車市場において国内トップシェアを誇っていた。（国内市場規模5,000台中、1,500 - 1,600台を販売。）

## 概要
1961年、1964年東京オリンピックを数年後に控えた東京都が、街をきれいにするために富士重工業に製造を依頼したのがきっかけで、そこから塵芥収集車の開発を始めた。
その後、用途に応じて様々なタイプの車両が生産され、長らく日本国内市場においてトップシェアを維持してきた。近年は、経済発展の進む中国市場へも進出していた。（住友商事や中国のコンテナ・特殊車両大手、中国国際海運集装箱（CIMC）と3社共同で、中国国内で塵芥収集車の製造・販売を始めている）
しかし、今後の国内人口減による市場縮小などを見越して2012年12月に同事業から撤退。2012年12月21日を以って生産を終了し、2013年1月1日に塵芥車部門は富士重工業傘下の販売会社の大和商工及びフジ特車と共に新明和工業に事業譲渡された。これに伴い「フジマイティー」の生産も終了、同ブランドも終息する。

## ラインナップ
- LP73型シリーズ
- G-RX シリーズ (新明和工業との共同開発)
- G-PX シリーズ (新明和工業との共同開発)
- LP0型シリーズ
- LP1000・1200
- LP38型シリーズ
- LP50S型シリーズ
- LP20型シリーズ
- ペットボトル専用車
- 脱着ボディ塵芥収集車
- LP465SB
- LD23
- LQ150A･201
- LG101A
- LG101S
- LG101W
- ボディ計量システム

## その他
- 2000年代後半より、「SUBARU」のステッカーがリアに貼られていた（以前は「○フ」マークだった）。
- 最終製造となった車両は千葉県柏市の(株)花園サービスが所有し、車体側面に「SUBARU最終車両」の表記がある。